# Барон Стратеден и Кэмпбелл

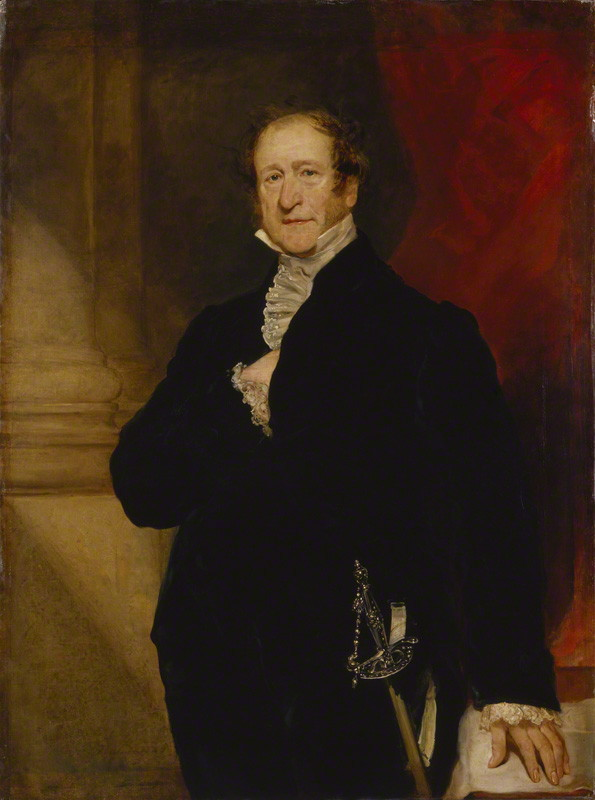
Джон Кэмпбелл, 1-й барон Кэмпбелл

Барон Страдетен из Купара в графстве Файф и барон Кэмпбелл из Сент-Эндрюса в графстве Файф — двойной наследственный титул в системе пэрства Соединённого королевства. Титулы были созданы 22 января 1836 года и 30 июня 1841 года соответственно. Титул барона Страдетена был создан для достопочтенной Мэри, леди Кэмпбелл (1796—1860), жены известного адвоката и политика-вига, сэра Джона Кэмпбелла (1779—1861), и дочери Джеймса Скарлетта, 1-го барона Абингера (1769—1844). Сэр Джон Кэмпбелл был трижды депутатом Палаты общин от Стаффорда (1830—1832), Дадли (1832—1834) и Эдинбурга (1834—1841), а также занимал посты генерального солиситора (1832—1834) и генерального атторнея (1834, 1835—1841). Он дважды неудачно претендовал на должность начальника судебных архивов и собирался подать в отставку из правительства лорда Мельбурна. Тем не менее его отговорили уходить в отставку, в знак признания его заслуг его супруга была возведена в звание пэра. В 1841 году сам Джон Кэмпбелл получил титул барона Кэмпбелла и был назначен лордом-канцлером Ирландии. Позднее он занимал должности канцлера герцогства Ланкастер (1846—1850), лорда главного судьи (1850—1859) и лорда-канцлера (1859—1861).
Леди Страдетен и лорду Кэмпбеллу наследовал их старший сын, Уильям Фредерик Кэмпбелл, 2-й барон Страдетен и Кэмпбелл (1824—1893). Либеральный политик, ранее он представлял в Палате общин Кембридж (1847—1852) и Харвич (1859—1860). Он не был женат, его сменил его младший брат, Халлибертон Джордж Кэмпбелл, 3-й барон Страдетен и Кэмпбелл (1829—1918). После его смерти титулы унаследовал его внук, Алистер Кэмпбелл, 4-й барон Страдетен и Кэмпбелл (1899—1981). Он имел чин бригадира британской армии. Он не имел сыновей, его сменил его младший брат, Гэвин Кэмпбелл, 5-й барон Страдетен и Кэмпбелл (1901—1987). 
По состоянию на 2024 год носителем титула являлся внук последнего, Дэвид Энтони Кэмпбелл, 7-й барон Страдетен и Кэмпбелл (род. 1963), который сменил своего отца в 2011 году.

## Бароны Страдетен (1836)
- 1836—1860: Мэри Элизабет Кэмпбелл, 1-я баронесса Страдетен (29 апреля 1796 — 25 марта 1860), старшая дочь Джеймса Скарлетта, 1-го барона Абингера (1769—1844), с 1821 года — жена сэра Джона Кэмпбелла (1779—1861);
- 1860—1893: Уильям Фредерик Кэмпбелл, 2-й барон Страдетен и Кэмпбелл[англ.] (15 октября 1824 — 21 января 1893), старший сын предыдущего;
- 1893—1918: Халлибертон Джордж Кэмпбелл, 3-й барон Страдетен и Кэмпбелл (18 октября 1829 — 26 декабря 1918), младший брат предыдущего;
  - капитан достопочтенный Джон Бересфорд Кэмпбелл (20 июня 1866 — 25 января 1915), старший сын предыдущего;
    - Дональд Кэмпбелл (16 апреля 1896 — 19 июля 1916), старший сын предыдущего;
- 1918—1981: бригадир Алистер Кэмпбелл, 4-й барон Страдетен и Кэмпбелл (21 ноября 1899 — 12 декабря 1981), младший брат предыдущего;
- 1981—1987: Гэвин Кэмпбелл, 5-й барон Страдетен и Кэмпбелл (20 августа 1901 — 1987), младший брат предыдущего;
- 1987—2011: Дональд Кэмпбелл, 6-й барон Страдетен и Кэмпбелл (4 апреля 1934 — 23 октября 2011), единственный сын предыдущего;
- 2011 — настоящее время: Дэвид Энтони Кэмпбелл, 7-й барон Страдетен и Кэмпбелл (род. 13 февраля 1963), единственный сын предыдущего.

Нынешний лорд имеет двух дочерей и трех сестер, которые не могут претендовать на баронский титул.

## Бароны Кэмпбелл (1841)
- 1841—1861: Джон Кэмпбелл, 1-й барон Кэмпбелл (15 сентября 1779 — 24 июня 1861), второй сын преподобного Джорджа Кэмпбелла (ум. 1825) и Магдален Халлибертон, муж с 1821 года леди Мэри Элизабет Кэмпбелл, 1-й баронессы Страдетен (1796—1860);
- 1861—1893: Уильям Фредерик Кэмпбелл, 2-й барон Страдетен и Кэмпбелл[англ.] (1824—1893), старший сын предыдущего.

Последующих носителей титула смотрите выше.